# 12002 Suess
12002 Suess este un asteroid din centura principală de asteroizi.

## Descriere
12002 Suess este un asteroid din centura principală de asteroizi. A fost descoperit pe 19 martie 1996 la Observatorul din Ondřejov de Petr Pravec și Lenka Šarounová. Asteroidul prezintă o orbită caracterizată de o semiaxă mare de 3,01 ua, o excentricitate de 0,11 și o înclinație de 9,4° în raport cu ecliptica.